# Antoine Vanhove
Antoine Vanhove (11 september 1937 – 10 februari 2009) was gedurende 35 jaar lid van het bestuur van de Belgische voetbalclub Club Brugge KV. Hij is de jongste zoon van ex-voetballer Roger Vanhove.
De eerste drie decennia van Vanhoves leven werden gekenmerkt door de vroegtijdige dood van z'n broer, zoon en dochter. Zwaar lijdend onder dit verlies besloot Antoine Vanhove zijn groothandel in groenten en fruit te verkopen. Hij ging aan de slag bij de voetbalclub waar z'n vader voetbalde: Club Brugge. Vanhove begon onderaan de ladder. Als kassier, materiaalmeester en scout kon hij zich opwerken tot lid van de 'Raad van Bestuur' van de club. Op z'n 36ste verjaardag werd hij officieel benoemd.
In 1975 verhuisde Club Brugge van De Klokke naar het Olympiastadion. Het bestuur van de club werd in die periode hervormd en toenmalige burgemeester  Michel Van Maele, tevens lid van het bestuur, stelde Vanhove aan als hoofd van de transfercommissie. Van Maele was, als afgevaardigde bestuurder, de grote man achter de schermen van de club. In 1999 werd hij voorzitter. Vanhove werd altijd beschouwd als de trouwe rechterhand van Van Maele. In 1976 werd Antoine Vanhove algemeen directeur van Club Brugge. Verder bekleedde hij ook enkele functies in de KBVB, de Belgische voetbalbond. Zo werd hij in 1978 vertegenwoordiger van Club in het Sportcomité van de KBVB. 
Als verantwoordelijke voor de transfers ontdekte Vanhove heel wat Belgische en buitenlandse talenten. Marc Degryse, Frank Farina, Mario Stanic en Timmy Simons zijn maar enkele van de vele grote namen die dankzij Vanhove bij Club Brugge terecht zijn gekomen. Ook in de Belgische voetbalbond werkte Vanhove zich op. In 1999 werd hij erevoorzitter van het Sportcomité. In 2006 werd hij voorzitter van de Technische Commissie.
Uiteindelijk volgde Marc Degryse hem op als verantwoordelijke voor de transfers. Lang duurde het echter niet alvorens Degryse ontslag nam. In 2007 werd hij opgevolgd door Luc Devroe.
Begin 2009 stierf Antoine Vanhove aan longkanker. Hij werd 71 jaar oud.